# Roztoczanský národní park
Roztoczanský národní park (polsky Roztoczański Park Narodowy) je národní park v Polsku, v Lublinském vojvodství. Chrání nejcennější části vysočiny Roztocze, v údolí horního toku řeky Wieprz. Jeho současná velikost je 84,83 kilometrů čtverečních, z toho lesy zabírají 81,02 km² a přísně chráněná území 8,06 km². Park má své sídlo ve Zwierzynci. Počátky ochrany přírody v regionu spadají do roku 1934, kdy byla na panství rodu Zamoyských vytvořena rezervace Bukowa Góra. Národní park byl založen v roce 1974. Může se pochlubit unikátními stromovými formacemi, nachází se zde více než 400 prastarých stromů a také jedny z největších jedlí v celém Polsku (až 50 metrů vysoké). Ze savců v parku žije jelen evropský, srnec obecný, prase divoké, liška obecná, vlk obecný a jezevec lesní. V roce 1979 byli znovu vysazeni bobři evropští a nyní se jeho koloniím daří v údolí Wieprzu. V roce 1982 sem byli přivezeni konici (polští poníci). Bylo zde registrováno kolem 190 druhů ptáků, včetně orlů, čápů a datlů. Z plazů jsou zastoupeni ještěrky, zmije obecná, užovka a ohrožená želva bahenní. Zajímavá je hmyzí fauna s více než 2000 druhy.